# Fast Break (computerspel)
Fast Break is een computerspel uit 1988. Het werd ontwikkeld en uitgebracht door Accolade.
Het spel is een basketbalspel voor een of twee personen. De speler kan aan het begin van het spel zijn team samenstellen. In de pauze of bij een time-out kunnen teamleden wisselen. Er kan gespeeld worden in wedstrijden van 3, 6, 9 en 12 minuten.

## Ontvangst
| Beoordeeld door                       | Platform     | Datum          | Score |
| ------------------------------------- | ------------ | -------------- | ----- |
| Power Play                            | Commodore 64 | november 1988  | 78%   |
| ACE (Advanced Computer Entertainment) | Commodore 64 | maart 1989     | 74%   |
| Power Play                            | Amiga        | september 1989 | 69%   |
| Amiga Joker                           | Amiga        | oktober 1989   | 56%   |